# Die Erben Kains
Die Erben Kains (OT: North and South) ist ein historischer Roman des US-amerikanischen Autors John Jakes aus dem Jahr 1982. Im Stil einer Familiensaga schildert er die Freundschaft der Familien der West-Point-Absolventen George Hazard und Orry Main in der Zeit von 1842 bis 1861 vor dem Hintergrund des heraufziehenden Sezessionskrieges.

## Handlung
George Hazard aus Lehigh Station, Pennsylvania befindet sich mit seiner Familie auf dem Weg nach West Point, um an der dortigen Militärakademie eine Militärausbildung zu beginnen. In New York City begegnet er dem jungen Südstaatler Orry Main, Sohn eines Plantagenbesitzers aus South Carolina, und hilft ihm im Kampf gegen mehrere Angreifer. Schnell freunden sich die beiden an und beginnen gemeinsam ihre Laufbahn an der Militärakademie. Zu ihren Kommilitonen an der Akademie zählen George Pickett, George B. McClellan und Thomas „Stonewall“ Jackson. Drangsaliert werden sie in dieser Zeit von Elkanah Bent, einem Offiziersanwärter aus Ohio.
Während eines Heimaturlaubs trifft Orry die junge Madeline Fabray, in die er sich sofort verliebt, die jedoch bereits wenige Tage später den gefühlskalten Plantagenbesitzer Justin LaMotte heiratet.
Nach Ende ihrer Ausbildung kämpfen George und Orry im Mexikanisch-Amerikanischen Krieg: Sie geraten unter das Kommando von Bent, der ihnen einen gefährlichen Angriff befiehlt, bei dem Orry seinen linken Arm verliert. Nach dem Krieg kehrt George zu seiner Familie, einer Eisengießer-Dynastie, zurück, heiratet die irischstämmige Katholikin Constance, die er auf dem Weg nach Mexiko in Texas kennengelernt hatte, und übernimmt mit seinem in Geschäftsangelegenheiten unbegabten Bruder Stanley die Geschäftsführung des väterlichen Eisenwerkes Hazard Iron. Orry kehrt traumatisiert nach South Carolina auf die elterliche Plantage Mont Royal zurück. Hier versucht Orrys älterer Bruder Cooper seinen Vater Tillett von notwendigen technischen Neuerungen auf der Plantage zu überzeugen – als das misslingt, lässt Cooper sich im nahen Charleston nieder und versucht sich als Schiffskonstrukteur und Reeder. Orry findet neuen Lebensmut, als er seinen jugendlichen Vetter Charles zu einem Gentleman zu erziehen beginnt. Außerdem trifft er sich regelmäßig heimlich mit der unglücklich verheirateten Madeline.
Die Familien Hazard und Main bleiben über Jahre in Kontakt, auch wenn die zunehmenden politischen Spannungen zwischen den amerikanischen Nord- und Südstaaten und die unterschiedlichen Auffassungen der Familien zur Frage der Sklaverei in den Südstaaten das Verhältnis immer wieder und zunehmend belasten. Dennoch werden George und Cooper Geschäftspartner und Georges jüngster Bruder Billy beabsichtigt, Orrys jüngste Schwester Brett zu heiraten. Ashton, die ältere der Main-Töchter, bandelt zunächst mit Billy Hazard an; als dieser sich in Brett verliebt, heiratet sie den Charlestoner Rechtsanwalt James Huntoon. Mitte der 1850er Jahre absolvieren Billy und Charles die Akademie in West Point und werden zunächst in den amerikanischen Westen versetzt, wo Charles unter Bent dienen und leiden muss.
Am Ende des Romans kommt es zur Abspaltung South Carolinas aus der Union und nach dem Angriff auf Fort Sumter im Jahr 1861 zum Ausbruch des amerikanischen Bürgerkrieges. Brett und Billy, der bis kurz vor Kriegsbeginn in Fort Sumter in Charleston stationiert ist, heiraten auf Mont Royal. Orry, der zum Zeitpunkt des Kriegsausbruchs bei George weilt, muss Pennsylvania überstürzt verlassen.

## Charaktere

### George Hazard
George Hazard ist der zweitälteste Sohn des Eisengießerei-Besitzers William Hazard aus Lehigh Station, Pennsylvania. Zu Beginn des Romans im Jahr 1842 ist er etwa 17 Jahre alt, als er seine Ausbildung in West Point beginnt. Auf dem Weg dorthin schließt er Freundschaft mit Orry Main. Nach seinem Abschluss kämpfen beide im Mexikanisch-Amerikanischen Krieg. Nach dem Tod seines Vaters übernimmt er dessen Eisenwerk. Er heiratet Constance Flynn, die er auf dem Weg nach Mexiko in Texas kennen gelernt hatte. Constance und George bekommen zwei Kinder, William III. und Patricia. Er investiert in ein Schiffsbauprojekt von Cooper Main, welches jedoch wegen des drohenden Bürgerkrieges nicht mehr zustande kommt. Mit Beginn des Sezessionskrieges nimmt er ein Angebot der Regierung an, wieder in die Unionsarmee einzutreten.

### Orry Main
Orry Main ist der zweitälteste Sohn des Plantagenbesitzers Tillet Main. Er tritt 1842 seine Ausbildung an der United States Military Academy in West Point an, wo er sich mit George Hazard anfreundet. Mit Hazard kämpft er im Mexikanisch-Amerikanischen Krieg (1846–1848), in dem er schwer verwundet wird und einen Arm verliert. Auf Grund seiner Verwundung scheidet er aus dem Militärdienst aus. Nach dem Tod seines Vaters übernimmt er die Führung von dessen Plantage, auf der Sklaven gehalten werden. Er fördert die Entwicklung seines jüngeren Vetters Charles und motiviert ihn, nach West Point zu gehen. Orry liebt Madeline LaMotte, die unglücklich verheiratete Ehefrau des benachbarten Plantagenbesitzers Justin LaMotte. Nach dem Scheitern ihrer Ehe nimmt er Madeline bei sich auf und beide werden ein Paar. Am Ende des Romans tritt er in die Armee der Konföderierten ein.

### Mitglieder der Familie Main

#### Cooper Main
Cooper ist der älteste Sohn von Tillet Main. Er sieht die Zukunft seines Landes im technischen Fortschritt und erachtet die praktizierte Sklavenhaltung als veraltet. Cooper heiratet Judith und das Paar hat zwei Kinder. Da Cooper sich mit seinen fortschrittlichen Ansichten nicht durchsetzen kann, verlässt er Mont Royal und wird Reeder in Charleston. Er und George werden Geschäftspartner, ein gemeinsam auf Kiel gelegtes Frachtschiff kann wegen des drohenden Krieges jedoch nicht fertig gestellt werden. Zu Kriegsbeginn geht Cooper mit seiner Familie nach Europa, um dort Handelskontakte für die Konföderierten Staaten zu schließen. Seine Werft und Reederei überschreibt er der Konföderation, obwohl er der Sezession zuvor kritisch gegenüber stand.

#### Ashton Main
Ashton ist die jüngere Schwester von Cooper und Orry. Sie ist intrigant und berechnend und setzt schon in jungen Jahren ihre körperlichen Reize zur Durchsetzung ihrer Ziele ein. Als Jugendliche verliebt sie sich in Billy Hazard, der sie jedoch zu Gunsten von Brett zurückweist. Sie heiratet den Anwalt und Sezessionsunterstützer James Huntoon, unterhält aber nebenher eine Affäre mit Forbes LaMotte. Diesen stiftet sie zu einem Anschlag auf Billy Hazard an, weswegen Orry sie endgültig von Mont Royal verweist.

#### Brett Main
Brett ist die jüngste der vier Main-Geschwister. Sie verliebt sich in Billy Hazard, heiratet ihn kurz vor Kriegsausbruch und zieht mit ihm nach Pennsylvania.

#### Charles Main
Charles ist der Neffe von Tillet Main, der nach dem Tod seiner Eltern auf Mont Royal aufwächst. Zunächst fühlt er sich von der Familie ausgegrenzt, bis sich Orry seiner annimmt und ihn motiviert, eine Ausbildung in West Point zu absolvieren. Nach seinem Abschluss in West Point wird er nach Texas versetzt und dient dort unter Elkanah Bent, der ihm mehrmals aus Charles’ zunächst unbekannten Gründen nach dem Leben trachtet. Nach der Sezession verlässt er die Unionsarmee und kehrt nach Mont Royal zurück. Mit Beginn des Bürgerkrieges schließt er sich der Konföderiertenarmee an.

### Mitglieder der Familie Hazard

#### Virgilia Hazard
Virgilia ist die älteste der vier Kinder von William und Maude Hazard. Sie ist Abolitionistin und radikale Gegnerin der Sklaverei und damit den Mains gegenüber von Anfang an sehr feindselig eingestellt. Sie heiratet den entlaufenen Sklaven Grady und lebt mit ihm in ärmlichen Verhältnissen zusammen. Grady wird bei einem Überfall getötet. George und Constance gewähren Virgilia immer wieder Logis, was wiederholt zu Eklats führt, wenn Virgilia und Mitglieder der Familie Main aufeinandertreffen.

#### Stanley Hazard
Stanley ist der ältere Bruder von George. Er ist kein guter Geschäftsmann und versucht sich stattdessen durch finanzielle Unterstützung einflussreicher Persönlichkeiten Einfluss in der Politik zu sichern. Angestachelt wird er hierbei von seiner ehrgeizigen Ehefrau Isabell. Das Paar hat zwei Söhne. Mit Kriegsbeginn zieht Stanley mit seiner Familie in der Hoffnung auf politischen Einfluss nach Washington.

#### Billy Hazard
William „Billy“ Hazard, der jüngste Sohn der Familie, geht wie sein Bruder George nach West Point, wo er gemeinsam mit Charles studiert. Danach wird er einer Pioniereinheit zugeteilt, die an wechselnden Standorten, zuletzt in Fort Sumter in Charleston, stationiert wird. Er liebt Brett Main, beide heiraten kurz vor Beginn des Bürgerkrieges.

### Madeline Eugenie Fabray
Madeline stammt aus New Orleans und ist zu 1/8 Afroamerikanerin. Sie lernt Orry kennen, als sie auf dem Weg zu ihrer Hochzeit mit dem Plantagenbesitzer Justin LaMotte ist. Die Ehe mit Justin, der sie psychisch misshandelt und unter Medikamente setzt, um sie gefügig zu machen, verläuft unglücklich. Dennoch bleibt sie ihm treu, obwohl sie sich mehrfach heimlich mit Orry Main trifft. Als Justin handgreiflich wird, flüchtet sie von dessen Gut zu Orry nach Mont Royal, sie plant die Scheidung von Justin und beide werden ein Paar.

### Elkanah Bent
Bent stammt aus Ohio und ist der Ausbilder von George und Orry in Westpoint. Diese geraten mit ihm mehrfach in Streit, was nach Bents Auffassung dessen Karriere beschädigt hat, wofür er auf Rache sinnt. Im Mexikanischen Krieg schickt er George und Orry auf eine gefährliche Mission, was Orry seinen Arm kostet. Später ist er Charles’ vorgesetzter Offizier in Texas und versucht diesen mehrmals zu töten, fühlt sich andererseits aber auch zu ihm hingezogen. Zu Kriegsbeginn ist er Offizier der Unionsarmee.

## Veröffentlichung
North and South stieg 1982 auf Rang 12 in die Bestseller-Liste der New York Times ein und stand im Februar 1982 vier Wochen an deren Spitze. Es war 1982 der achthäufigst verkaufte Roman in den Vereinigten Staaten.
Die deutschsprachige Erstausgabe Die Erben Kains erschien 1987 im Verlag Bastei-Lübbe.

## Fortsetzungen
Der Roman hat die zwei Fortsetzungen Love and War (1984) und Heaven and Hell (1987).
Die zugehörigen deutschen Erstausgaben Liebe und Krieg und Himmel und Hölle erschienen 1987 bzw. 1988.

## Verfilmung
Bekannt wurden die ersten zwei Bände der Romantrilogie vor allem durch die 1985/'86 von Warner Bros. Television produzierte Verfilmung als zwölfteilige Fernseh-Miniserie unter dem Titel North and South (dt.: Fackeln im Sturm), die dank prominenter Starbesetzung und aufwändiger Ausstattung zu einem internationalen Erfolg wurde. Die Verfilmung weicht in zahlreichen Details vom Roman ab, während einzelne Szenen fast wortgleich übernommen wurden. So fehlt die Figur Cooper Main und seine Familie in der Verfilmung des ersten und zweiten Bandes vollständig; die Beziehung zwischen Orry und Madeline sowie deren unglückliche Ehe mit dem im Film auch von Anfang an gewalttätigen Justin nimmt im Film mehr Raum ein als im Buch. Auch verliert Orry im Film nicht seinen Arm. Im Buch bauen die Mains Reis an, in der Verfilmung ist es Baumwolle.